# جامع ديانا الكبير
جامع ديانا الكبير وهو من مساجد أربيل التراثية القديمة ولقد بني قبل حوالي مائة عام في عهد الدولة العثمانية، وهدم وأعيد بناؤه في عام 1399هـ/1979م، ولم يبق من الأثر القديم سوى عين الماء، وهو يعتبر من مساجد المنطقة الكبيرة وتقام فيهِ صلاة الجمعة وصلاة العيدين والصلوات الخمسة، ويقع في قضاء سوران بمنطقة ديانا، وتبلغ مساحتهُ حوالي 1000م2، وبنيت جدرانه بمادة الحجر والطابوق وتحيط بهِ الممرات من جميع جوانبهِ وأمام مصلى الحرم ساحة كبيرة وتعلوهُ منارة مئذنة حديثة ذات حوض اسطواني واحد وغلفت المنارة بمادة الحجر وتوجد في الجامع غرفة مخصصة للإمام والخطيب وغرفة مخزن.